# مهين
مهين بلدة تتبع محافظة حمص، بسوريا. تبعد 85 كم عن مدينة حمص وعدد سكانها 20,000 نسمة. يحدها من الشرق القريتين ومن الغرب صدد ومن الشمال حوارين ومن الجنوب سلسلة جبال تمتد حتى جبال القلمون.
يعمل أهلها بالزراعة وتربية المواشي والأبقار، وقسم منهم مغتربون خاصة في دول الخليج العربي. هجرها أهلها بعد وقوعها ساحة حرب بين تنظيم الدولة ونظام الأسد في 1- 11 - 2015.
تم سرقة البلدة وحرق بيوتها مرتين، الأولى من قبل الجيش السوري و ذلك بعد أن استولى الجيش السوري الحر على مستودعات الذخيرة في أراضيها، أما الثانية فمن قبل تنظيم داعش بعد سيطرته على البلدة.